# Anello Eta
L'anello eta η che ruota attorno ad Urano, orbita ad una distanza di 47 176 km dal centro del pianeta, fra l'anello β e l'anello γ; come gli altri anelli è molto sottile, la sua larghezza è compresa fra 1 e 2 km.